# 秦裕权
秦裕权（1930年—），曾用笔名秦榛，男，广西兴安人，中国电影理论家、儿童文学家，曾任中国电影家协会理事、中国电影评论学会理事、中国儿童少年电影学会常务副会长。